# Радован Јовић
Радован Јовић (Маглај, 29. април 1965) је српски и босанскохерцеговачки бригадни генерал, заменик команданта Команде за подршку Оружаних снага БиХ за ресурсе.

## Биографија
Рођен је 29. априла 1965. године у Маглају. Завршио је Средњу грађевинску школу 1984. године, а потом Војну академију Копнене војске у Београду 1986. године. Унапређен је у чин капетана и потом се придружио Војсци Републике Српске 1992. године.
Од 1996. до 1999. године је био начелник штаба пешадијске бригаде Војске Републике Српске. Наредне године је постао помоћник команданта за позадину пешадијске бригаде, од 2003. године је био начелник одељења за логистику Главног штаба Војске Републике Српске.
У чин пуковника Војске Републике Српске је унапређен 2005. године и исте године је завршио Командно-штабну школу у Београду. По формирању Оружаних снага Босне и Херцеговине 2006. године, именован је за начелника одсека у Оперативној команди ОС БиХ, да би 2010. године био унапређен у начелника одељења.
У Београду је 2012. године завршио Школу националне одбране и Високе студије безбедности и одбране 2015. године. Исте године је именован за команданта Главне логистичке базе Оружаних снага Босне и Херцеговине и стручног саветника у Министарству одбране Босне и Херцеговине. Од 2016. до 2018. године је био шеф одсека Министарства одбране Босне и Херцеговине.
Од 2018. године је командант 6. пешадијске бригаде Оружаних снага Босне и Херцеговине.
Године 2023. је унапређен у чин бригадног генерала, а од 2024. године, заменик је команданта Команде за подршку Оружаних снага БиХ за ресурсе.

## Унапређења
| Година |  | Чин              |
| ------ |  | ---------------- |
| 1988   |  | потпоручник      |
| 1989   |  | поручник         |
| 1992   |  | капетан          |
| 1995   |  | капетан I класе  |
| 2000   |  | мајор            |
| 2003   |  | потпуковник      |
| 2005   |  | пуковник         |
| 2013   |  | бригадир         |
| 2023   |  | бригадни генерал |